# San Cesario di Lecce
San Cesario di Lecce (Ας Κ̍ισάρη, As Cisàri o Accisàri in grico) è un comune italiano di 7 813 abitanti della provincia di Lecce in Puglia.
Situato nel Salento centro-settentrionale, fa parte dei paesi che costituiscono la prima corona intorno a Lecce e ricade nella Valle della Cupa, un'area caratterizzata da affinità naturali, climatiche e culturali.

## Geografia fisica

### Territorio

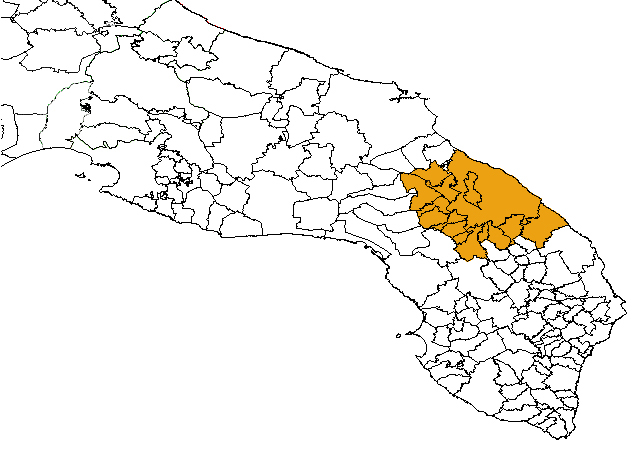
Valle della Cupa

Il territorio comunale, che si estende su una superficie di 29,98 km², è caratterizzato da una morfologia prettamente pianeggiante; l'altitudine raggiunge l'altezza massima di 61 m s.l.m. Ricade nella Valle della Cupa, ossia in quella porzione della pianura salentina, intorno al capoluogo leccese, caratterizzata da una grande depressione carsica. È situato a metà strada fra il mare Ionio e il mare Adriatico dai quali dista circa 20 km.
Confina a nord con il comune di Lecce, a est con il comune di Cavallino, a sud con il comune di San Donato di Lecce, a ovest con il comune di Lequile.
- Classificazione sismica: zona 4 (sismicità molto bassa), Ordinanza PCM n. 3274 del 20/03/2003

### Clima
La stazione meteorologica di riferimento è quella di Lecce Galatina situata a 10 km in direzione sud. Dal punto di vista meteorologico San Cesario di Lecce rientra nel territorio del Salento meridionale che presenta un clima prettamente mediterraneo, con inverni miti ed estati caldo-umide. In base alle medie di riferimento, la temperatura media del mese più freddo, gennaio, si attesta attorno ai +9 °C, mentre quella del mese più caldo, agosto, si aggira sui +25,1 °C. Le precipitazioni medie annue, che si aggirano intorno ai 676 mm, presentano un minimo in primavera-estate e un picco in autunno-inverno.
Facendo riferimento alla ventosità, i comuni del basso Salento risentono debolmente delle correnti occidentali grazie alla protezione determinata dalle serre salentine che creano un sistema a scudo. Al contrario le correnti autunnali e invernali da sud-est, favoriscono in parte l'incremento delle precipitazioni, in questo periodo, rispetto al resto della penisola.
| San Cesario di Lecce       | Mesi | Mesi | Mesi | Mesi | Mesi | Mesi | Mesi | Mesi | Mesi | Mesi | Mesi | Mesi | Stagioni | Stagioni | Stagioni | Stagioni | Anno |
| San Cesario di Lecce       | Gen  | Feb  | Mar  | Apr  | Mag  | Giu  | Lug  | Ago  | Set  | Ott  | Nov  | Dic  | Inv      | Pri      | Est      | Aut      | Anno |
| -------------------------- | ---- | ---- | ---- | ---- | ---- | ---- | ---- | ---- | ---- | ---- | ---- | ---- | -------- | -------- | -------- | -------- | ---- |
| T. max. media (°C)         | 12,4 | 13,0 | 14,8 | 18,1 | 22,6 | 27,0 | 29,8 | 30,0 | 26,4 | 21,7 | 17,4 | 14,1 | 13,2     | 18,5     | 28,9     | 21,8     | 20,6 |
| T. min. media (°C)         | 5,6  | 5,8  | 7,3  | 9,6  | 13,3 | 17,2 | 19,8 | 20,1 | 17,4 | 13,7 | 10,1 | 7,3  | 6,2      | 10,1     | 19,0     | 13,7     | 12,3 |
| Precipitazioni (mm)        | 80   | 60   | 70   | 40   | 29   | 21   | 14   | 21   | 53   | 96   | 109  | 83   | 223      | 139      | 56       | 258      | 676  |
| Umidità relativa media (%) | 79,0 | 78,9 | 78,6 | 77,8 | 75,7 | 71,1 | 68,4 | 70,2 | 75,4 | 79,3 | 80,8 | 80,4 | 79,4     | 77,4     | 69,9     | 78,5     | 76,3 |

- Classificazione climatica di San Cesario di Lecce:[7]
  - Zona climatica: C
  - Gradi giorno: 1110

## Origini del nome
Conosciuto in epoca romana come "Castrum Caesaris", in onore di Cesare Augusto. Divenuto il Cristianesimo religione di Stato all'epoca di Costantino, questa località fu posta sotto la protezione di san Cesario di Terracina (il santo che ha sostituito e cristianizzato il culto pagano dei Divi Cesari).
La località fu evidenziata con il nome San Cesario nel Medioevo, quando in un decreto di Tancredi, Conte di Lecce, il territorio fu donato al monastero dei Celestini.

## Storia
Anche se il territorio presenta frequentazioni sin dall'età del bronzo come testimoniano i menhir presenti, l'origine di San Cesario è legata alla dominazione romana del Salento. Con il passaggio nell'87 a.C. di Lupiae (l'odierna Lecce) da statio militum a municipium, la località venne scelta come luogo di approvvigionamento dai veterani romani; vi sorsero di conseguenza delle ville che col passare del tempo aumentarono dando origine a un vero e proprio villaggio. Notizie certe e documentate risalgono al periodo medievale quando Tancredi d'Altavilla donò questo territorio al monastero dei Celestini di Lecce.
Il feudo di San Cesario fu assoggettato nei secoli a diverse famiglie: Orsini Del Balzo, Acaya, Condò, Bonsecolo, Guarini, Vaaz de Andrada. I duchi Marulli furono gli ultimi feudatari fino all'abolizione della feudalità nel 1806.

### Simboli
Profilo araldico dello stemma:
(D.P.R. del 7 agosto 1992, registrato dalla Corte dei Conti il 23 settembre 1992)
Profilo araldico del gonfalone:

## Monumenti e luoghi d'interesse

### Architetture religiose

#### Chiesa madre di Santa Maria delle Grazie

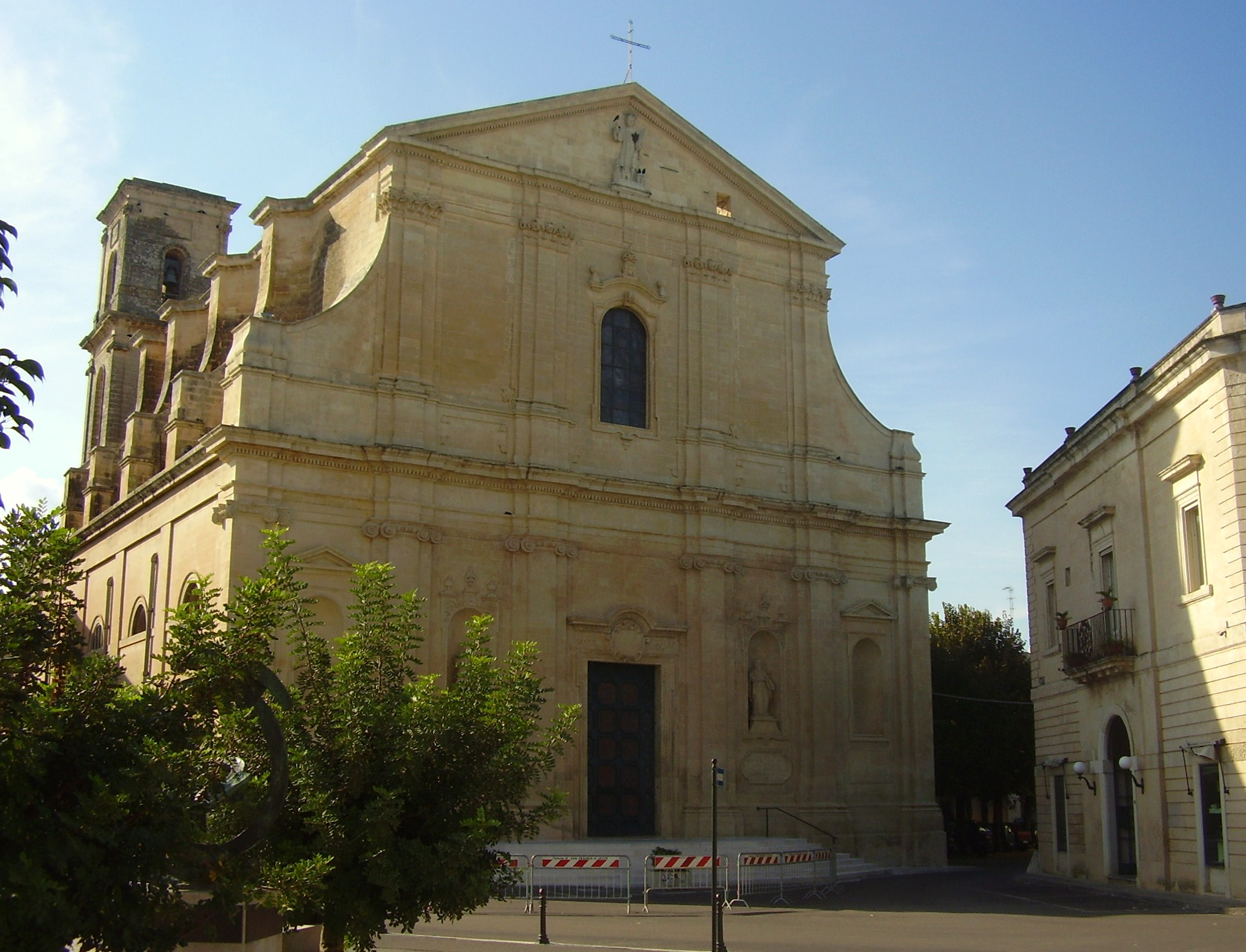
Chiesa madre di Santa Maria delle Grazie

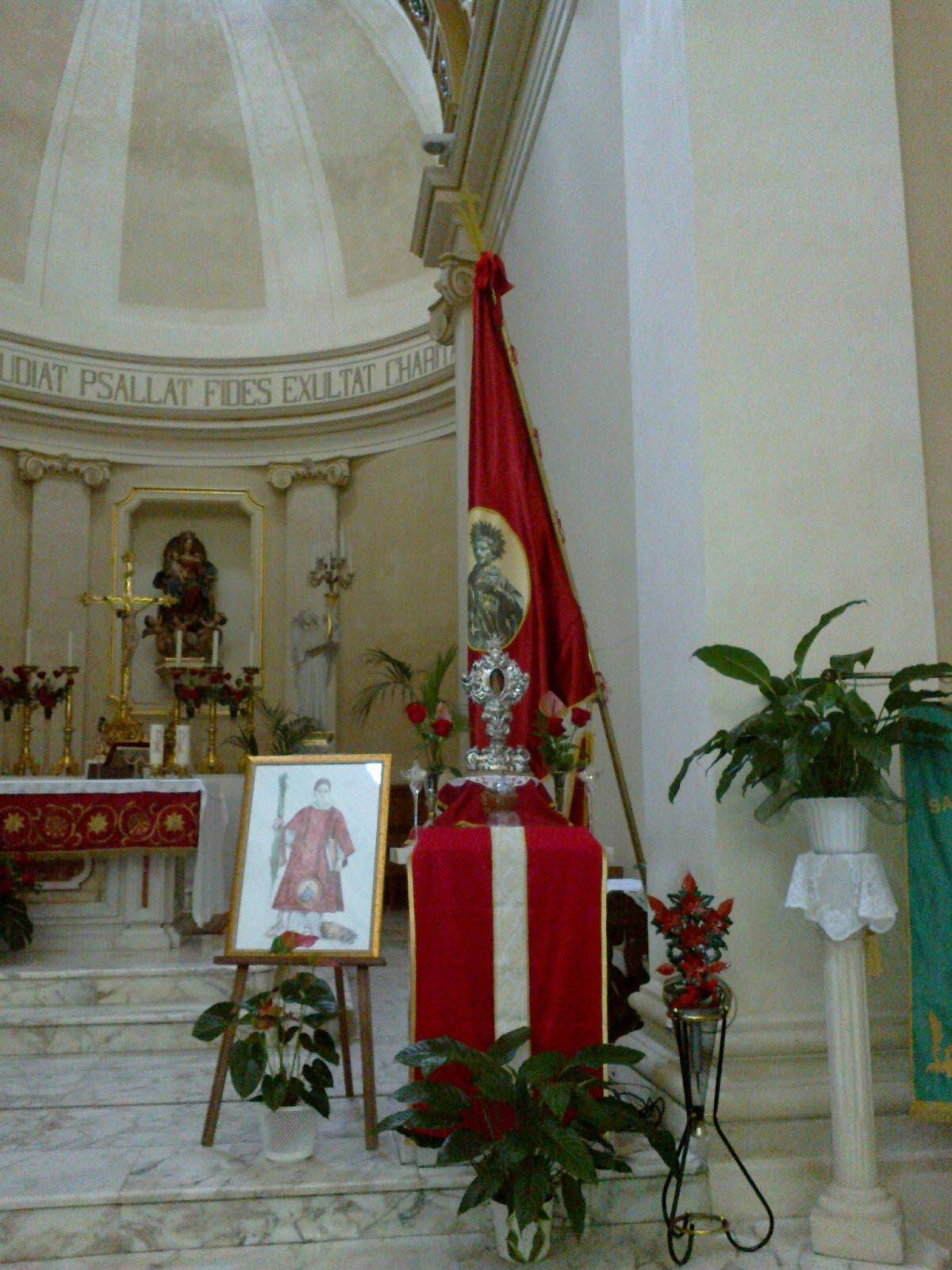
Reliquiario argenteo di San Cesario, Parrocchia di Santa Maria delle Grazie, San Cesario di Lecce

La chiesa madre di Santa Maria delle Grazie, edificata a partire dal 1623, fu benedetta nel 1704; l'erezione della parrocchia risale invece alla seconda metà del XVI secolo. Ampliata per ben tre volte, l'ultima ricostruzione è del 1847 su progetto dell'ingegnere Casotti. Fu dedicata a Santa Maria delle Grazie il 22 luglio 1854. La facciata, formata da due ordini sovrapposti e da timpano triangolare, è scandita dall'alternanza di paraste doppie. L'ordine inferiore accoglie il portale d'accesso e quattro nicchie, delle quali le due che affiancano l'ingresso contengono le statue di San Pietro e di San Paolo. Sul timpano è addossata la statua di San Cesario. L'interno, a navata unica terminante nel presbiterio, possiede un grande soffitto a cassettoni e una pavimentazione musiva. Conserva numerosi altari e la cappella di Santa Maria del Carro, preesistente alla chiesa e inglobata in essa. Fra gli altari si ricordano quelli barocchi dedicati a san Cesario, con relativa tela e busto argenteo del Santo, e al Crocifisso, di patronato dei duchi Marulli.
In un armadio a muro sul lato destro dell'altare privilegiato dedicato a san Cesario — collocato sul lato destro del transetto della Chiesa — si conserva il prezioso reliquiario argenteo a ostensorio (51 x 24 cm) di bottega del salentina sec. XVIII, in argento sbalzato e cesellato, contenente parte dell’omero sinistro di san Cesario diacono e martire, corrispondente alla porzione distale, ossia il gomito, dell'osso; ed il reliquiario ligneo di bottega salentina del sec. XVIII, in legno scolpito, dorato e dipinto argentato, che contiene un frammento osseo del patrono. La porzione ossea dell'omero del santo fu traslata nell'anno 1724 dal monastero di San Ponziano di Lucca, grazie a D. Ettore Marulli (1692–1763) Duca di San Cesario in Terra d’Otranto, Balì gerosolimitano di Venosa e Balì cavaliere di Gran Croce dell'Ordine di San Giovanni di Gerusalemme.

#### Chiesa di San Giovanni Evangelista

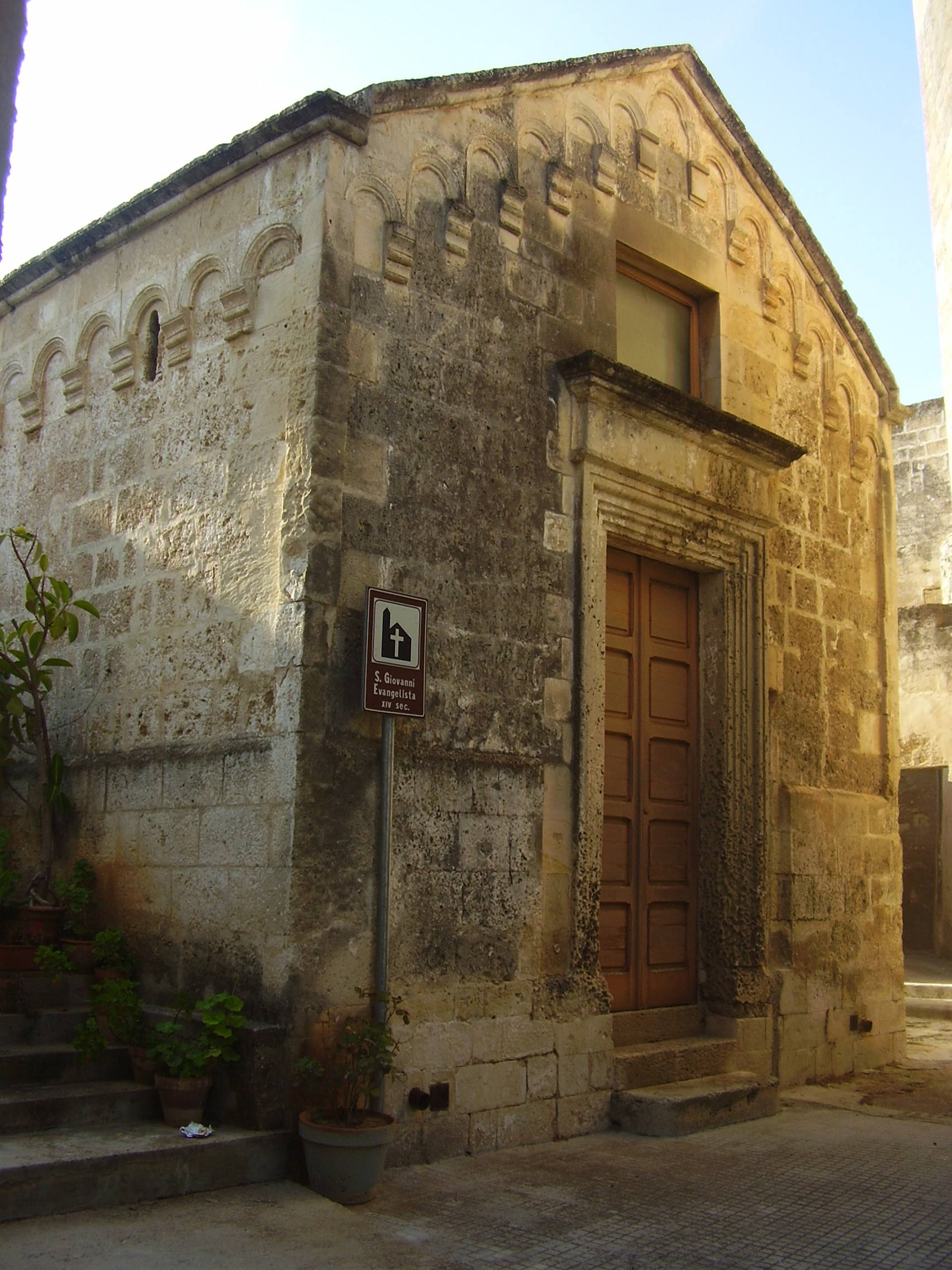
Chiesa di San Giovanni Evangelista

La chiesa di San Giovanni Evangelista fu costruita tra il 1320 e il 1321 per volontà del sacerdote Michele di Sternatia così come riporta un'epigrafe interna. La costruzione, di stile romanico pugliese minore, presenta una sequenza di archetti pensili lungo tutto il perimetro esterno; la facciata a capanna è visibilmente rimaneggiata in quanto il rosone è stato sostituito da una finestra rettangolare e il portale romanico da uno seicentesco. L'interno, ad aula unica, presenta un ciclo di affreschi di gusto bizantineggiante datati da un'iscrizione greca al 1329. Gli affreschi sono distribuiti in due registri e raffigurano una cristologia nella parte superiore e una lunga teoria di santi nella parte inferiore. L'abside accoglie un altare settecentesco mentre all'ingresso sono collocati un sarcofago medioevale e un'acquasantiera barocca.

#### Chiesa dello Spirito Santo
La chiesa dello Spirito Santo fu costruita intorno al 1603, data riportata sul fregio dell'unico altare presente all'interno. Il prospetto, rifatto nel 1751, è delimitato da due paraste angolari e da spigoli smussati ed è caratterizzato da un piccolo portale posto in asse con una finestra rettangolare. Sulla sommità insiste lo stemma di un vescovo otrantino che testimonia che la chiesa era sotto la giurisdizione ecclesiale dell'arcidiocesi di Otranto. L'aula interna, sovrastata da una cupola con lanterna, è a pianta quadrata e custodisce una tela del 1849 raffigurante la Madonna delle Grazie e dei Martiri.

#### Chiesa dell'Immacolata

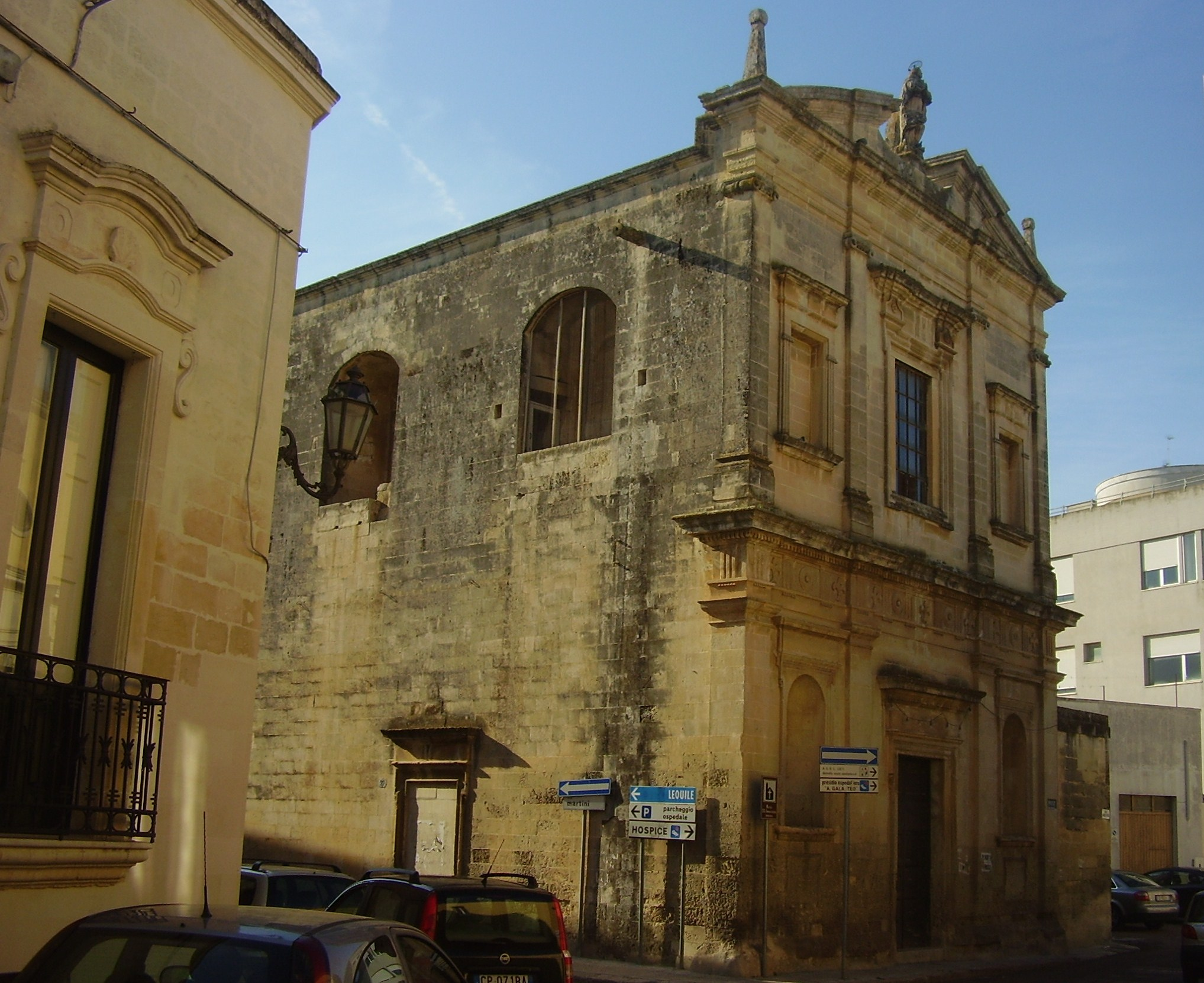
Chiesa dell'Immacolata

L'attuale chiesa dell'Immacolata risale alla metà del Settecento e sorge sul luogo di un'omonima cappella di epoca precedente. La facciata è costituita due ordini separati da una cornice marcapiano e termina con un timpano triangolare spezzato nel quale è collocata una statua della Vergine. Nell'ordine inferiore, accanto al portale d'ingresso, si aprono due nicchie vuote mentre nell'ordine superiore due finte finestre affiancano il finestrone rettangolare. All'interno, sui muri dell'unica navata, sono posizionate le tele riguardanti il ciclo della vita della Madonna raffiguranti la Natività, la Purificazione, l'Annunciazione, la Visita a Santa Elisabetta e la Presentazione. È sede della confraternita dell'Immacolata.

#### Chiesa di Sant'Elia
La chiesa di Sant'Elia fu edificata alla fine del XVI secolo come si evince dalle linee architettoniche rinascimentali. Tuttavia presenta un'impronta tipicamente barocca, segno che l'edificio è stato oggetto di interventi sei-settecenteschi. Il prospetto è caratterizzato da un portale timpanato in pietra leccese finemente decorato da una cornice di festoni di frutta e da teste d'angelo. In asse con il portale si apre una finestra rettangolare affiancata da semicolonne corinzie scanalate e sormontate da un timpano spezzato al centro del quale è presente lo stemma con la sigla IHS. L'interno è a croce latina con abside pentagonale e accoglie quattro altari laterali. È sede del Terz'Ordine domenicano.

#### Altre chiese
- Chiesa dell'Addolorata, edificata tra il 1882 e il 1884, grazie all'omonima confraternita, presenta quattro altari laterali e una pavimentazione maiolicata. L'altare maggiore è dedicato a Maria Addolorata. È conosciuta anche come chiesa di Santa Rita.
- Chiesa dei Sacri Cuori, di stile neoclassico, fu costruita nel 1881. Custodisce quattro altari laterali: due sono dedicati ai Sacri Cuori di Gesù e Maria e sono adornati dalle statue in cartapesta dei titolari; gli altri due altari sono intitolati l'uno alla Madonna del Rosario e l'altro alla Santa Famiglia: entrambi sono impreziositi da altorilievi in cartapesta. La chiesa è sede della confraternita del Santissimo Sacramento e dei Sacri Cuori.
- Chiesa di San Rocco, dedicata in origine a santa Caterina d'Alessandria, la chiesa di epoca cinquecentesca venne radicalmente rifatta nella prima metà del Settecento. L'interno, ad aula unica, è abbellito da due altari seicenteschi: l'uno dedicato alla Madonna della Mercede, della quale reca una tela seicentesca, e l'altro alla Vergine di Loreto, raffigurata in un dipinto del XIX sec. La chiesa custodisce anche una tela e una bella statua cartapestacea del suo titolare San Rocco; sulla facciata troneggia una maiolica ottocentesca raffigurante il santo di Montpellier. La chiesa è sede del Terz'Ordine francescano secolare e della confraternita di san Rocco.
- Chiesa parrocchiale di Sant'Antonio da Padova, caratterizzata da tre navate, in stile coloniale, è stata dedicata il 10 ottobre 1971 da mons. Francesco Minerva.
- Chiesa del Santissimo Salvatore, Costruita nel XX sec., è sede della confraternita dei Santi Antonio, Lucia e Luigi.
- Cappella della Madonna della Neve, costruita nel 1766 come testimonia la data incisa sulla chiave di volta del portale.
- Cappella di Santa Maria della lagrima, costruita intorno al 1594, in quanto citata nella visita pastorale di quell'anno, è corredata di un piccolo altare nel quale è incorniciata una tela della Pietà.

### Architetture militari

#### Palazzo Ducale

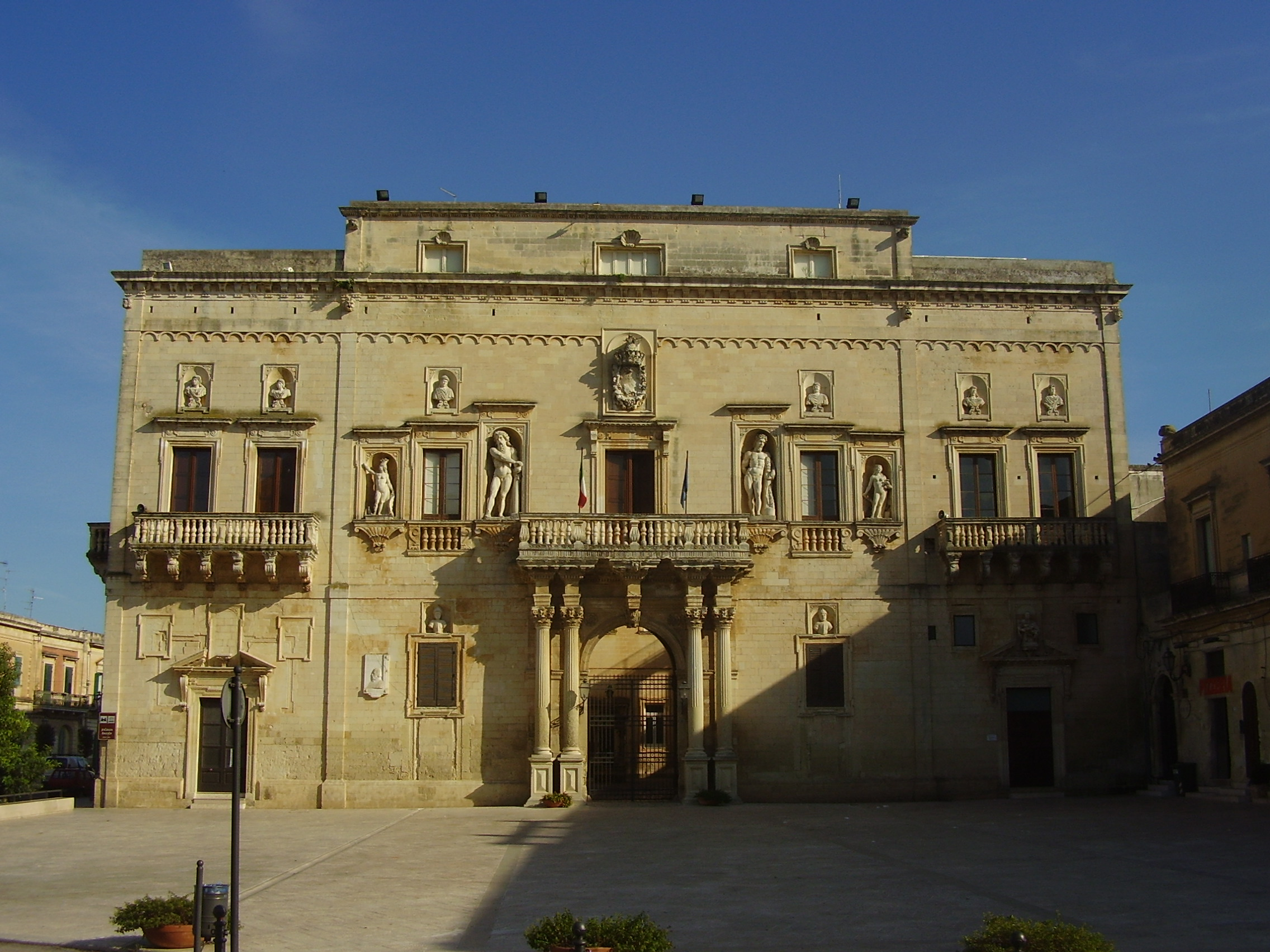
Palazzo Ducale

Il Palazzo Ducale è stato ricostruito nella seconda metà del XVII secolo sulle fondamenta di una fortezza cinquecentesca di cui rimangono alcune tracce. La struttura, che si distribuisce su due piani, presenta un'elaborata facciata ricca di nicchie contenenti statue mitologiche e busti degli antenati dei duchi Marulli. L'ingresso centrale è costituito da un ampio portale a tutto sesto affiancato da quattro colonne accoppiate che sorreggono una balconata barocca. Addossato al centro del prospetto è lo scudo araldico dei Marulli costituito da un leone passante e sormontato dalla corona ducale e dall'aquila di Carlo V. Attraverso il portale si accede al cortile interno nel quale è posizionato un pozzo rinascimentale con cupolino settecentesco sorretto da quattro colonnine.
Nel piano attico del palazzo è ospitato il Museo Civico d'Arte Contemporanea istituito nel 1979.

### Architetture civili

#### Villa Visconti Patarnello
Situata nel centro storico, la casa fu edificata su richiesta del visconte Guglielmo Patarnello Damato (antenato degli attuali proprietari), grande latifondista.
L'edificio ha due entrate: l'entrata principale, che non passa di certo inosservata da chiunque ci passi davanti, ha il classico stile ottocentesco: alte colonne con al di sopra dei vasi con cornice floreale. Su di esse, si può notare la presenza di due iniziali: “C” e “P”, significanti rispettivamente Corazzesi (cognome della moglie del proprietario, appartenente al ramo dei baroni Corazzesi) e Patarnello. Queste si affacciano su Via Vittorio Emanuele III (chiamata dagli abitanti del posto "Via Lecce", proprio perché collega il paese con Lecce), mentre, l'entrata secondaria, più moderna (inizi Novecento), dà su via Angelo Russo, di fronte alla parete laterale del Palazzo Ducale. Ornata posteriormente da alberi secolari, la casa possiede un bellissimo pozzo in pietra leccese. La costruzione inizia nel 1851 e finisce a marzo del 1853, anche se nel corso del tempo subisce varie ristrutturazioni. Circa 10 anni dopo, la casa diede spazio, nel piano superiore, a una sartoria, a seguito del trasloco a Foggia dei proprietari, mentre, nel piano inferiore, rimaneva la dimora, anche se inabitata, dei proprietari originari.

## Società

### Evoluzione demografica
Abitanti censiti

### Etnie e minoranze straniere
Al 31 dicembre 2017 a San Cesario di Lecce risultano residenti 292 cittadini stranieri. Le nazionalità principali sono:
- Albania - 76
- Senegal - 66
- Marocco - 37
- Romania - 35

### Lingue e dialetti

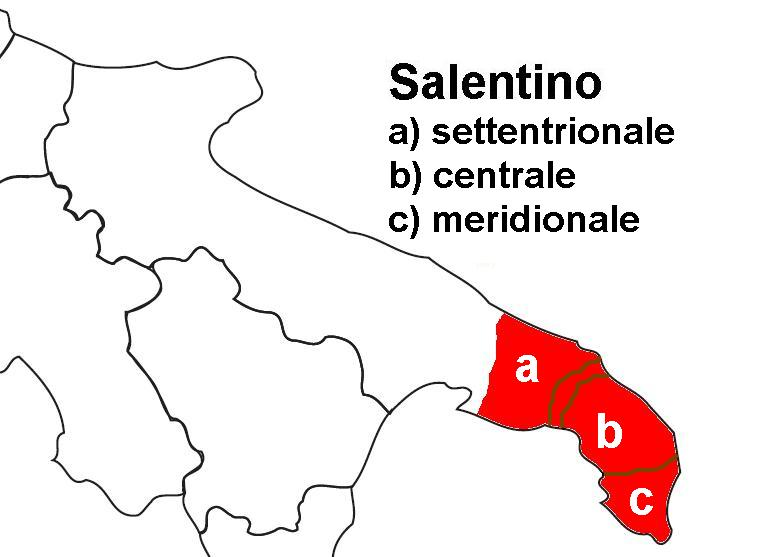
Diffusione del dialetto salentino

Il dialetto parlato a San Cesario di Lecce è il dialetto salentino nella sua variante centrale che corrisponde al dialetto leccese. Il dialetto salentino, appartenente alla famiglia delle lingue romanze e classificato nel gruppo meridionale estremo, si presenta carico di influenze riconducibili alle dominazioni e ai popoli stabilitisi in questi territori nei secoli: messapi, greci, romani, bizantini, longobardi, normanni, albanesi, francesi, spagnoli.

### Tradizioni e folclore

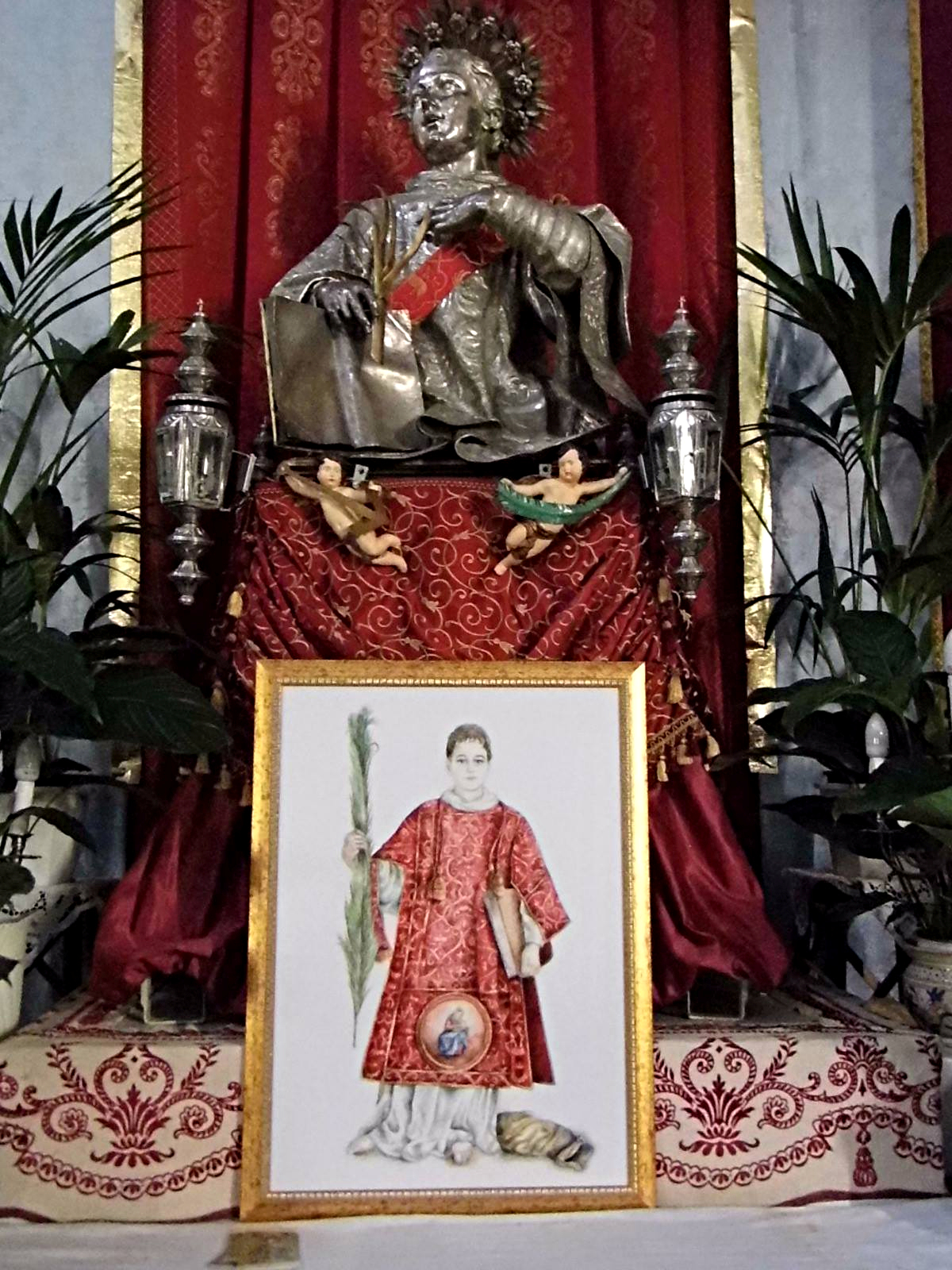
Busto argenteo di San Cesario diacono e martire, opera dell'argentiere napoletano Sebastiano Aiello (1781), Parrocchia Santa Maria delle Grazie in San Cesario di Lecce. (Foto Alessio Marenaci)

- Festa patronale di San Cesario diacono e martire ("San Cisariu ranne") - quarta domenica di luglio. Si commemora in questo giorno la traslazione della Reliquia del braccio di San Cesario dal palazzo ducale alla chiesa madre.
- Festa nella solennità liturgica di San Cesario ("San Cisariu de lu sindacu", "San Cisariu de lu fiuru" o "San Cisariu menzanu") - 7 novembre. Processione e deposizione "de lu fiuru" (una croce in ferro decorata con fiori e luci) fra le mani della statua del Santo patrono situata sul timpano della facciata della chiesa madre, ad un'altezza di 24 m. Mentre anticamente "il fiore" era offerto dal sindaco del paese e posto fra le mani del Santo da un temerario devoto, ora provvedono all'omaggio floreale i Vigili del Fuoco.

## Cultura

### Cucina
Il piatto tipico del paese è "la cujunara", lo stufato di castrato preparato tradizionalmente in occasione della festa patronale. Altri piatti caratteristici sono: "li mustazzoli", "li 'nfocacatti" (variante dei mustazzoli), la parmigiana.

### Istruzione

#### Biblioteche
- Biblioteca Comunale; situata nella sala di rappresentanza del Palazzo Ducale, è costituita da numerosi volumi che spaziano dalla Letteratura alla Storia dell'Arte, dalla Storia alle Scienze, alla Narrativa.

#### Scuole
- Scuola Paritaria "Filippo Smaldone";
- Scuola dell'Infanzia Paritaria "Vito Vergallo";
- Scuola dell'Infanzia Statale "Nicholas Green";
- Scuola dell'Infanzia Statale "Giovan Battista De Giorgi";
- Scuola Primaria Statale "Giovanni Battista Saponaro";
- Scuola Secondaria di I grado "Alessandro Manzoni".

#### Musei
- Museo Civico, istituito nel 1979, conserva un patrimonio culturale che spazia dall'arte moderna all'antica, dalle verifiche alla didattica, dall'attualità alla storia del territorio;
- Casa-museo Ezechiele Leandro e Santuario della Pazienza, custodisce dipinti e sculture dell'artista locale.

## Infrastrutture e trasporti

### Strade
I collegamenti stradali principali sono rappresentati da:
- Strada statale 694 Tangenziale Ovest di Lecce, uscita 12B
- Strada statale 16 Adriatica, Lecce-Maglie
- Strada statale 101 Salentina di Gallipoli, uscita per Lequile

Il centro è anche raggiungibile dalle strade provinciali interne SP10 Lequile-San Cesario di Lecce-Cavallino, SP46 San Cesario di Lecce-San Donato di Lecce, SP362 Lecce-Galatina.

### Ferrovie
Il comune è servito da una stazione ferroviaria posta sulla linea Lecce-Gallipoli delle Ferrovie del Sud Est.

## Amministrazione
Di seguito è presentata una tabella relativa alle amministrazioni che si sono succedute dal 1989 ad oggi.
| Periodo           | Periodo           | Primo cittadino             | Partito                                           | Carica                  | Note   |
| ----------------- | ----------------- | --------------------------- | ------------------------------------------------- | ----------------------- | ------ |
| 22 maggio 1989    | 15 giugno 1990    | Cesare Scippa               | Democrazia Cristiana                              | Sindaco                 | [ 15 ] |
| 15 giugno 1990    | 23 febbraio 1993  | Giancarlo Ciricugno         | Partito Socialista Italiano                       | Sindaco                 | [ 15 ] |
| 24 aprile 1993    | 22 novembre 1993  | Romolo Gusella              | -                                                 | Commissario prefettizio | [ 15 ] |
| 2 dicembre 1993   | 17 novembre 1997  | Salvatore Capone            | lista civica (centro-sinistra)                    | Sindaco                 | [ 15 ] |
| 17 novembre 1997  | 28 maggio 2002    | Salvatore Capone            | lista civica (centro-sinistra)                    | Sindaco                 | [ 15 ] |
| 28 maggio 2002    | 29 maggio 2007    | Cesare Antonio Serra        | lista civica (centro-sinistra)                    | Sindaco                 | [ 15 ] |
| 29 maggio 2007    | 8 maggio 2012     | Antonio Cosimo Girau        | lista civica (centro-sinistra)                    | Sindaco                 | [ 15 ] |
| 8 maggio 2012     | 11 giugno 2017    | Andrea Paolo Filippo Romano | lista civica (centro-sinistra)                    | Sindaco                 | [ 15 ] |
| 11 giugno 2017    | 17 settembre 2021 | Fernando Coppola            | lista civica (centro-destra)                      | Sindaco                 | [ 15 ] |
| 17 settembre 2021 | 13 giugno 2022    | Valter Spadafina            | -                                                 | Commissario prefettizio | [ 15 ] |
| 13 giugno 2022    | in carica         | Giuseppe Distante           | lista civica (da centro-sinistra a centro-destra) | Sindaco                 | [ 15 ] |

### Gemellaggi

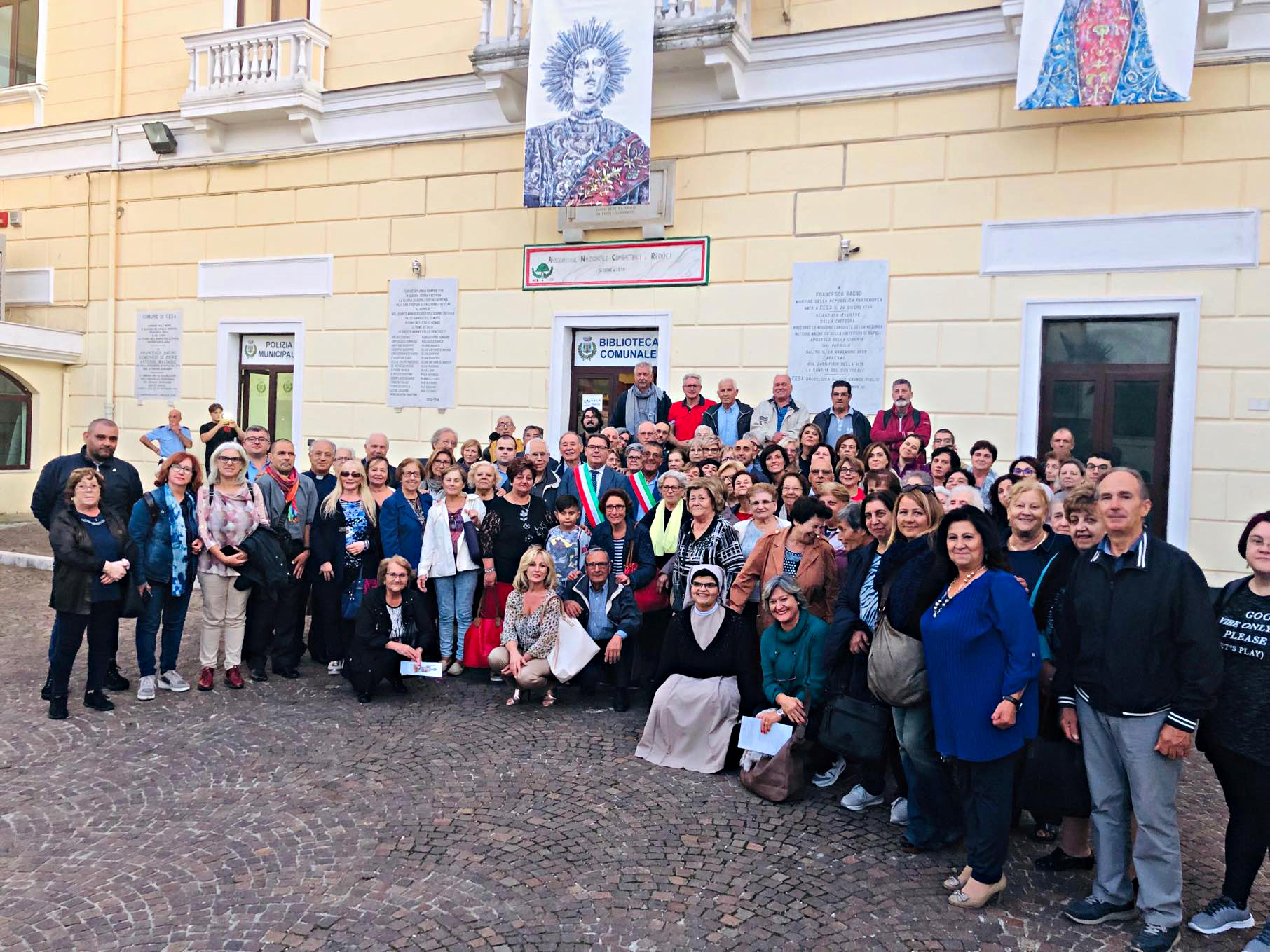
Gemellaggio tra i Comuni di Cesa e di San Cesario di Lecce in onore di San Cesario diacono e martire

- Cesa Il 1º gennaio 2020 il Comune di San Cesario di Lecce ha siglato il Patto di Gemellaggio con il Comune di Cesa (Caserta), in occasione del 35º anniversario della prima visita ufficiale tra le due comunità in onore del comune patrono, San Cesario diacono e martire.[16]